# Antônio Cambraia
Antonio Elbano Cambraia GOMM (Senador Pompeu, 1 de agosto de 1942) é um professor, administrador, economista e político brasileiro filiado ao Partido da Social Democracia Brasileira (PSDB). Pelo Ceará, foi deputado federal por dois mandatos e prefeito da capital Fortaleza. Foi também secretário estadual do Turismo em três ocasiões durante o governo Tasso Jereissati e secretário municipal de Finanças durante o mandato de Juraci Magalhães.

## Biografia
Filho de Elba Mota de Aquino e Tertuliano Cambraia de Aquino, passou parte da adolescência em sua terra natal, a cidade de Senador Pompeu, localizada no Sertão Central do Estado do Ceará. É o filho mais velho de uma prole de cinco homens. Ficou órfão aos 9 anos de idade de pai, que faleceu com apenas 36 anos de idade.
Dona Elba, sua mãe, teve a missão de sustentar só, naquele primeiro momento  a sua família, sendo mais tarde auxiliada pelo filho mais velho, que mesmo entrando na adolescência já teve seu primeiro emprego no Colégio Nossa Senhora das Dores, onde também estudava.
Mudou-se ainda adolescente para completar seus estudos do ensino médio, denominado científico à época, no Colégio Liceu do Ceará.
Cursou a escola de Sargento das Armas em Três Corações-MG, tendo servido ao Exército Brasileiro na cidade de Natal, de onde transferiu-se para a cidade de Cratéus- CE, servindo naquela cidade no então 4º Batalhão de Engenharia de Construção. Lá conheceu a Sra. Maria Marta Bezerra Cambraia, com quem se casou no dia 23 de setembro de 1967, em Fortaleza. É pai de três filhos. Serviu ainda no Colégio Militar de Fortaleza, de onde saiu em 1971, ingressando na vida civil.
Formado em Economia pela Universidade Federal do Ceará e em Administração pela Universidade Estadual do Ceará, ingressou no antigo Banco Nacional da Habitação-BNH através de concurso público, no qual foi classificado em 1º lugar, onde exerceu elevados postos. Abraçou ainda a carreira de professor de economia na Universidade Federal do Ceará-UECE. Assumiu a Secretaria de Finanças do Município de Fortaleza durante o mandato do prefeito Juraci Magalhães.
Foi prefeito de Fortaleza, derrotando, já no 1º turno, em uma campanha memorável, em 1992, os candidatos Lúcio Alcântara e Assis Machado, este apoiado pelo então Governador Ciro Gomes e por Tasso Jereissati, sucedendo a Juraci Magalhães, que no pleito seguinte lhe sucedeu.
Como prefeito de Fortaleza foi eleito Presidente da Frente Nacional de Prefeitos para o período 1995/1996. Ao longo de sua gestão, manteve seu índice de aprovação acima de 80%. Após o término do mandato de prefeito foi para os Estados Unidos, como professor visitante da Universidade de Illinois.
Exerceu ainda dois mandatos de deputado federal, sendo um pelo PMDB e outro pelo PSDB. Na Câmara dos Deputados foi Presidente das Comissões Permanentes de Minas e Energia e de Turismo e Desportos, além de Vice-Presidente da Comissão de Finanças e Tributação, tendo também assumido a Presidência da Comissão Mista de Deputados e Senadores para acompanhar a crise do setor elétrico de 2001.
Admitido à Ordem do Mérito Militar em 1995 pelo presidente Fernando Henrique Cardoso no grau de Comendador especial, Cambraia foi promovido pelo mesmo em abril de 2001 ao grau de Grande-Oficial.
Candidatou-se novamente a prefeito de Fortaleza em 2004, não obtendo êxito.
Foi também Secretário de Turismo do Estado do Ceará, nos Governos de Tasso Jereissati e Beni Veras.
Exerceu ainda o cargo de Diretor-Presidente da CEGÁS - Companhia de Gás do Estado do Ceará.